# اگولنت
اگولنت (به اسپانیایی: Agullent) یک شهرستان در اسپانیا است که در Vall d'Albaida واقع شده‌است.

## خصوصیات
اگولنت ۱۶٫۲ کیلومترمربع مساحت و ۲٬۴۱۸ نفر جمعیت دارد و ۳۶۰ متر بالاتر از سطح دریا واقع شده‌است.